# Michel (marque)
Pour les articles homonymes, voir Michel.
Michel est une marque de jus de fruits créé en 1929 par Louis-Edmond Michel.